# Luisburgo
Luisburgo este un oraș în Minas Gerais (MG), Brazilia.